# Mohammed Salim (PSNS)
Pour les articles homonymes, voir Mohammed Salim (football) et Salim.
 (mars 2024).
 (janvier 2024).
La mise en forme du texte ne suit pas les recommandations de Wikipédia : il faut le « wikifier ».
Les points d'amélioration suivants sont les cas les plus fréquents :
- Les titres sont pré-formatés par le logiciel. Ils ne sont ni en capitales, ni en gras.
- Le texte ne doit pas être écrit en capitales (les noms de famille non plus), ni en gras, ni en italique, ni en « petit »…
- Le gras n'est utilisé que pour surligner le titre de l'article dans l'introduction, une seule fois.
- L'italique est rarement utilisé : mots en langue étrangère, titres d'œuvres, noms de bateaux, etc.
- Les citations ne sont pas en italique mais en corps de texte normal. Elles sont entourées par des guillemets français : « et ».
- Les listes à puces sont à éviter, des paragraphes rédigés étant largement préférés. Les tableaux sont à réserver à la présentation de données structurées (résultats, etc.).
- Les appels de note de bas de page (petits chiffres en exposant, introduits par l'outil «  Source ») sont à placer entre la fin de phrase et le point final[comme ça].
- Les liens internes (vers d'autres articles de Wikipédia) sont à choisir avec parcimonie. Créez des liens vers des articles approfondissant le sujet. Les termes génériques sans rapport avec le sujet sont à éviter, ainsi que les répétitions de liens vers un même terme.
- Les liens externes sont à placer uniquement dans une section « Liens externes », à la fin de l'article. Ces liens sont à choisir avec parcimonie suivant les règles définies. Si un lien sert de source à l'article, son insertion dans le texte est à faire par les notes de bas de page.
- La présentation des références doit suivre les conventions bibliographiques. Il est recommandé d'utiliser les modèles {{Ouvrage}}, {{Chapitre}}, {{Article}}, {{Lien web}} et/ou {{Bibliographie}}. Le mode d'édition visuel peut mettre en forme automatiquement les références.
- Insérer une infobox (cadre d'informations à droite) n'est pas obligatoire pour parachever la mise en page.

Pour une aide détaillée, merci de consulter Aide:Wikification.
Si vous pensez que ces points ont été résolus, vous pouvez retirer ce bandeau et améliorer la mise en forme d'un autre article.
 (janvier 2024).
Si vous disposez d'ouvrages ou d'articles de référence ou si vous connaissez des sites web de qualité traitant du thème abordé ici, merci de compléter l'article en donnant les références utiles à sa vérifiabilité et en les liant à la section « Notes et références ».
Mohammed Salim (1er février 1951 - 3 juin 1985), l'un des dirigeants et fondateurs les plus éminents du Front national libanais de la résistance, était le doyen de la défense du Parti social nationaliste syrien.

## Biographie
Mohammed Salim est né Sarafand le 1er février 1951. Il a reçu ses cours primaires à l'école de la ville, a suivi le cycle supplémentaire à l' école complémentaire pour garçons de Sidon et ses études secondaires au lycée public de Sidon, et a démontré dans toutes ces étapes son excellence et son intelligence distinguée. Il poursuit ses études en France en 1969 en génie électromécanique à l'Université de Montpellier et complète sa spécialisation supérieure à l'Université Saint Joseph (Jésuite), la Faculté d'Ingénierie de Beyrouth, dont il obtient son diplôme en 1975. En 1977 , il épousa Fatima Qashour de Sarafand et eut deux enfants, Laila et Hussein.
Mohammed Salim voulait être ingénieur en électronique, et pour cela il est allé en France, puis est revenu et a rejoint l'Université des Jésuites pour compléter sa spécialité. C'était l'année 1969, et le 15 novembre 1970, Israël a effectué un débarquement naval sur la base de Sarafand pour tenter de liquider Abou Youssouf al-Kayed, le commandant de la base navale de l'époque. Lui et sa femme ont été blessés dans cette bataille. Cet incident a marqué le début de la prise de conscience de Mohammed Salim, qui n'avait pas encore dix-neuf ans. Avec le début de la guerre civile au Liban, il a obtenu son diplôme de l'Université des Jésuites, mais il n'a travaillé dans aucun emploi. Au lieu de cela, il s'est tourné vers le travail d'ingénieur dans la résistance dans le sud du Liban , même si l'un de ses proches lui ont proposé un emploi. Il a eu l'opportunité de travailler pour la Supreme Jordanian Airlines, mais il a refusé à la demande du Parti social nationaliste syrien, qui l'a nommé délégué central au sud du fleuve Litani. Il a ensuite assumé la responsabilité de rapporteur de la direction commune du Mouvement national libanais avant l'invasion israélienne du Liban en 1978.

## Activité au PSNS
Il a rejoint le Parti social nationaliste syrien – en France – en 1969 et s’est lancé assidûment dans le travail du parti. Il assume plusieurs responsabilités, dont la première est celle de responsable de la branche du parti à l'Université des Jésuites en 1970, puis de directeur du Directoire de Sarafand la même année. Il est nommé responsable de la formation à l'agence de Sidon en 1971, directeur de la radio en 1972, et prend en 1975 la responsabilité de l'agence générale de la première agence du sud, puis délégué central au sud en 1976 et membre du comité du parti. bureau politique. Il est devenu important au niveau du travail frontal dans le sud et a joué un rôle dans la direction de l'action nationale après avoir participé à la création du Front national dans le sud - composé de divers partis et forces progressistes et nationaux. Il a brillé en tant que chef de parti dans le sud, veillant à ce qu'il accomplisse ses tâches d'organisation afin que son parti reste une avant-garde distinguée de la lutte. En 1980, Mohammed Salim est élu membre du Conseil suprême du parti et nommé la même année doyen de la Défense. Il conserve ces deux responsabilités jusqu'à la date de son assassinat le 3 juin 1985.

## Rôle dans la guerre du Liban
Il a mené toutes les batailles de 1980 à 1985 avec la fermeté et l'habileté d'un leader doté d'une stratégie nationale révolutionnaire contre l'ennemi israélien et ses alliés. Lorsque les forces d'occupation israéliennes ont envahi le sud, les montagnes et Beyrouth en 1982, le général de brigade, avec les combattants de son parti, a affronté les chars et les soldats de l'invasion.
Le général de brigade Muhammad Salim a lancé les premières opérations de résistance nationale contre les forces d'invasion israélienne, et c'était le 21 juillet 1982, lorsqu'un groupe de sociaux-nationalistes travaillant au sein du Front national libanais de la résistance a bombardé la colonie de Kiryat Shmona avec des missiles depuis la Hasbaya occupée abandonnant le slogan « Sécurité de la Galilée » (le slogan de la guerre de 1982). Un mois et demi après l'invasion. Il a également supervisé toutes les opérations menées par les sociaux-nationalistes dans le cadre du Front national de résistance contre l'occupation à Beyrouth et dans les régions montagneuses et du sud, et il a été l'un des fondateurs et dirigeants les plus éminents du Front de résistance nationale depuis son lancement.

## Décès
Le 3 juin 1985, des hommes armés masqués se sont rendus au domicile de Salim, où leur nombre a été estimé à une dizaine. Dès que Mohammed Salim a regardé depuis le balcon de la maison, des balles ont plu sur lui, le tuant.